# 1994 في كولومبيا
فيما يلي قوائم الأحداث التي وقعت خلال عام 1994 في كولومبيا.

## سياسة

### تعيين في المنصب
- 20 يوليو – إنجريد بيتنكور عضو مجلس النواب الكولومبي.
- 7 أغسطس – إرنستو سامبر رئيس كولومبيا.

### انتهاء فترة المنصب
- 7 أغسطس – سيزار جافيريا رئيس كولومبيا.

## رياضة
- 27 مارس – طواف كولومبيا 1994 الفائزون كارلوس خاراميو، تشيبي غونزاليس، ألفارو سييرا.

## كتب
من الكتب التي صدرت هذه السنة في كولومبيا:
- 1 يناير – عن الحب وشياطين أخرى من تأليف غابرييل غارثيا ماركيث.

## مواليد

### يناير
- 28 يناير – مالوما مغني كولومبي.

### مارس
- 29 مارس – سباستيان بيريز كاردونا لاعب كرة قدم كولومبي.

### مايو
- 26 مايو – جيرسون فيرغارا لاعب كرة قدم كولومبي.

### أغسطس
- 14 أغسطس – جوناثان ريستريبو لاعب كرة قدم كولومبي.
- 19 أغسطس – فرناندو جافيريا درّاج طريق كولومبي.

### سبتمبر
- 23 سبتمبر – ياري مينا لاعب كرة قدم كولومبي.

### أكتوبر
- 15 أكتوبر – سيباستيان ياترا

## وفيات

### يناير
- 6 يناير – فيدل كاستانو (مواليد 1951)

### يوليو
- 2 يوليو – أندريس إسكوبار (مواليد 1967) لاعب كرة قدم كولومبي.

### سبتمبر
- 27 سبتمبر – كارلوس ليراس ريستريبو (مواليد 1908)

### نوفمبر
- 13 نوفمبر – دانيال كامارغو باربوسا (مواليد 1930) قاتل متسلسل كولومبي.